# Germán Dehesa
 Germán Dehesa Violante (Tacubaya, Ciudad de México, 1 de julio de 1944 - 2 de septiembre de 2010) fue un periodista, escritor y locutor mexicano, considerado un influyente líder de opinión.

## Primeros estudios
Cursó la secundaria en el Instituto México (1951-1959) y la preparatoria en el Centro Universitario México (CUM) (1960-1962, cuando en México los estudios de bachillerato tenían una duración de dos años, y no de tres), ambas instituciones de los hermanos maristas de la Ciudad de México. Estudió luego ingeniería química y letras hispánicas, ambas en la Universidad Nacional Autónoma de México, institución en la cual trabajó como catedrático por más de 25 años.

## Gaceta del ángel
La «Gaceta del ángel» fue su columna periodística más reconocida. En ella, con un lenguaje coloquial y sencillo y lleno de anécdotas cotidianas, expresaba su pensamiento político y crítico, habitualmente con temas acerca de la situación de la sociedad o de los deportes (su equipo favorito eran los Pumas de la UNAM). El 16 de abril del 2003 comenzó a incluir, al final de su columna, una minisección titulada «¿Que tal durmió?», que superó las mil ediciones diarias (Provincia 2007); su objetivo inicial fue un reclamo a las autoridades, incapaces de esclarecer los feminicidios en Ciudad Juárez, formulando la pregunta: "¿Cómo pueden dormir tranquilos, si no han realizado su trabajo?" Esta sección llegó al número mil el 12 de marzo de 2007, y en los últimos años se convirtió más en una frase o un corolario, y desde el 2006 se la dedicó casi siempre a Arturo Montiel, gobernador por entonces del Estado de México.

## Los capitanes de ESPN
Desde el lanzamiento del programa deportivo "Los capitanes de ESPN" a principios del 2010 y casi hasta el momento de su muerte, hizo apariciones al lado de José Ramón Fernández, Rafael Puente, Héctor Huerta y otros comentaristas deportivos de la cadena ESPN; allí expresó su amor a la camiseta de los Pumas de la UNAM.[cita requerida]

## Diagnóstico de cáncer
El 25 de agosto de 2010, dio a conocer en su columna «Gaceta del Ángel» que padecía cáncer en fase terminal, y que de acuerdo con los médicos que lo atendían, fallecería a finales de 2010. Con su proverbial sentido del humor, aseguró que seguiría escribiendo en el periódico hasta que sus facultades se lo permitieran, y que no perdía la esperanza de vivir algunos años más.
Pocos días después, el 2 de septiembre de 2010, falleció a causa de dicha enfermedad.

## Libros escritos
- Cuaderno de apuntes [recopilación póstuma]
- La música de los años
- Adiós a las trampas
- La familia (y otras demoliciones)
- ¡Qué modos!: usos y costumbres tenochcas
- ¿Cómo nos arreglamos? Prontuario de la corrupción de México
- Las nuevas aventuras de El Principito
- No basta ser padre
- Viajero que vas
- Cuestión de amores
- Adiós a las trampas 2
- Los PRIsidentes
- Fallaste corazón
- Cuestión de amor

## Obras de teatro
- Tapadeus
- El gabinete de Belem
- Borges con música
- Fallaste corazón
- Neruda, no cabe duda
- Zedilleus
- Las Arcas Perdidas
- El pórtico de las palomas
- Pacto con botas
- Monjas coronadas
- Cartas a Santa Fox
- Cuando tenga 64 años
- Permiso para vivir
- Cancionero Mexicano Verde, Blanco y Rojo

## En televisión
Condujo un programa al lado de Ricardo Garibay y luego, durante un par de años, también un programa nocturno por CNI Canal 40 llamado El ángel de la noche, con entrevistas a personajes de la cultura y las artes de México.
- "La almohada" (Imevisión, 1985)
- "Mandarina mecánica" (Imevisión, 1985)

## En radio
De 1995 al 2004 participó en la estación Radio Red como el conductor principal del popular programa Radio Red-Onda, con dos horas diarias de duración. El mismo concepto radiofónico se llevó a la estación Radio Monitor, con el nombre Radio Muégano, del 2004 al 2007.[cita requerida]

## Otras participaciones
- En la película Cilantro y perejil participó como actor, interpretando el papel del psiquiatra.

## Reconocimientos
El 8 de mayo del 2008 se le otorgó el Premio de Periodismo Don Quijote, que recibió de manos del rey de España, Juan Carlos I. El jurado declaró que en su obra realizó «una síntesis brillante (...) entre el idioma español y el habla popular mexicana, en una combinación imaginativa de las palabras, que demuestra la plasticidad, riqueza y vitalidad de la lengua de Cervantes». El 11 de agosto del 2010 también fue reconocido por el entonces jefe de gobierno Marcelo Ebrard Casaubón con la condecoración Ciudadano Distinguido.

## Familia y vida privada
Tuvo cuatro hijos: Ángel, Mariana, Juana Inés y Andrés.[cita requerida]